# Saint-Théoffrey
Saint-Théoffrey är en kommun i departementet Isère i regionen Auvergne-Rhône-Alpes i sydöstra Frankrike. Kommunen ligger i kantonen La Mure som tillhör arrondissementet Grenoble. År 2022 hade Saint-Théoffrey 609 invånare.

## Befolkningsutveckling
Antalet invånare i kommunen Saint-Théoffrey
Referens:INSEE